# Talp marsupial septentrional
El talp marsupial septentrional (Notoryctes caurinus) és una espècie de talp marsupial endèmica d'Austràlia. El seu hàbitat natural són els deserts. Es tracta d'una espècie amenaçada, amb un pelatge groc. La seva dieta es compon de pupes i larves d'insecte. Manca d'ulls i a penes té orelles.